# Elizabeth Cady Stanton

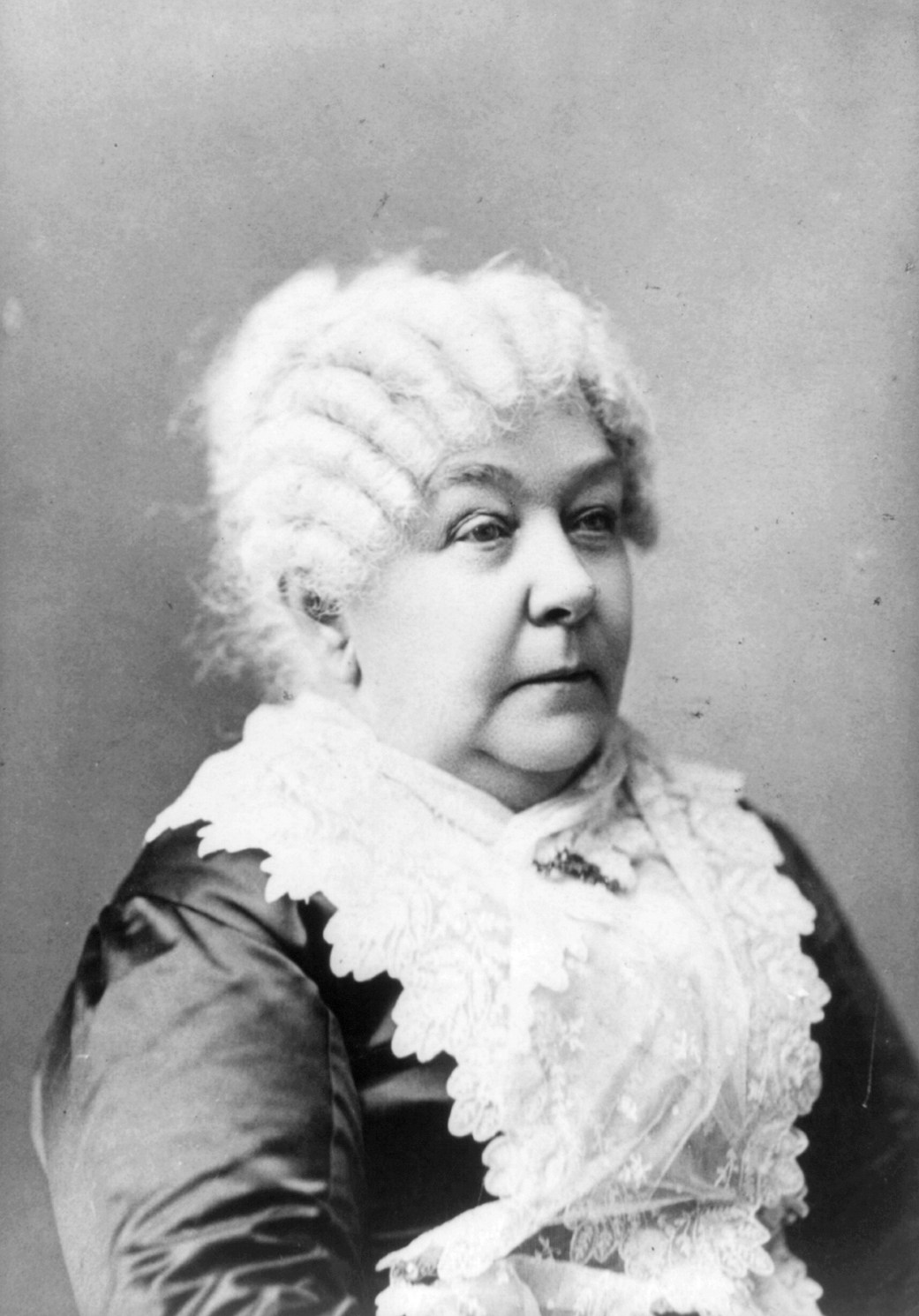
Elizabeth Cady Stanton

Elizabeth Cady Stanton (Johnstown, 12 november 1815 – New York, 26 oktober 1902) was een Amerikaanse suffragette en burgerrechtenactiviste. Ze was een voorvechtster in de strijd voor het vrouwenkiesrecht in de Verenigde Staten.

## Levensloop
Elizabeth Cady Stanton was de achtste van elf kinderen. Haar vader, Daniel Cady, was een prominent advocaat die zijn dochter reeds op jonge leeftijd in zijn advocatenkantoor liet kennismaken met het recht en de juridische wereld. Dankzij deze vroege blootstelling aan het recht kwam zij al snel tot de vaststelling dat vrouwen, en zeker gehuwde vrouwen, weinig rechten hadden in de negentiende-eeuwse samenleving: zij konden geen goederen in eigendom hebben, zij konden hun inkomsten niet zelf beheren en zij hadden geen (juridisch) zeggenschap over hun kinderen. 
Elizabeth ging naar school aan de gemengde academie van Johnstown. Ze studeerde er klassieke talen en wiskunde en was een briljant leerling. Tot haar grote teleurstelling kon zij, toen ze op 16-jarige leeftijd afstudeerde aan deze school, niet doorstromen naar universitair onderwijs, zoals de jongens van haar klas. 
Na haar schooltijd geraakte Elizabeth betrokken bij de beweging voor de afschaffing van de slavernij. In deze beweging maakte ze kennis met haar echtgenoot, Henry Brewster Stanton, een journalist en later advocaat. Ze huwden in 1840 en kregen zes kinderen.
In 1848, haar leven als huisvrouw beu, organiseerde Cady Stanton een eerste conventie over vrouwenrechten: de Seneca Falls Convention. Op deze conventie stelde zij haar Declaration of Sentiments voor, een document waarin zij de gelijkheid van man en vrouw verdedigt. Deze conventie en de Declaration vormden het startsignaal van de emancipatiebeweging in Amerika. In 1851 ontmoette zij Susan B. Anthony, een andere prominente suffragette. De twee zouden levenslang vrienden blijven en samen ijveren voor het vrouwenkiesrecht. 
In 1881 schreef Cady Stanton mee aan The history of woman suffrage, een vierdelig werk over de geschiedenis van de emancipatiestrijd. In 1888 stond zij mede aan de wieg van de Internationale Vrouwenraad, een organisatie die nog steeds bestaat.

## Na haar dood
Elizabeth Cady Stanton overleed in oktober 1902 in haar huis in New York. De eerste decennia na haar dood geraakt Cady Stanton enigszins in de vergetelheid, ten nadele van Susan Anthony. Het was pas vanaf de jaren 1990 dat Cady Stanton erkenning kreeg voor haar stichtende rol in de emancipatiebeweging. Ook Elizabeths dochter Harriot Eaton Stanton Blatch en kleindochter Nora Stanton Blatch Barney waren zeer actief in de emancipatiebeweging.
In 1994 werd een inslagkrater op de planeet Venus naar haar vernoemd.